# Počkej na mě, tati

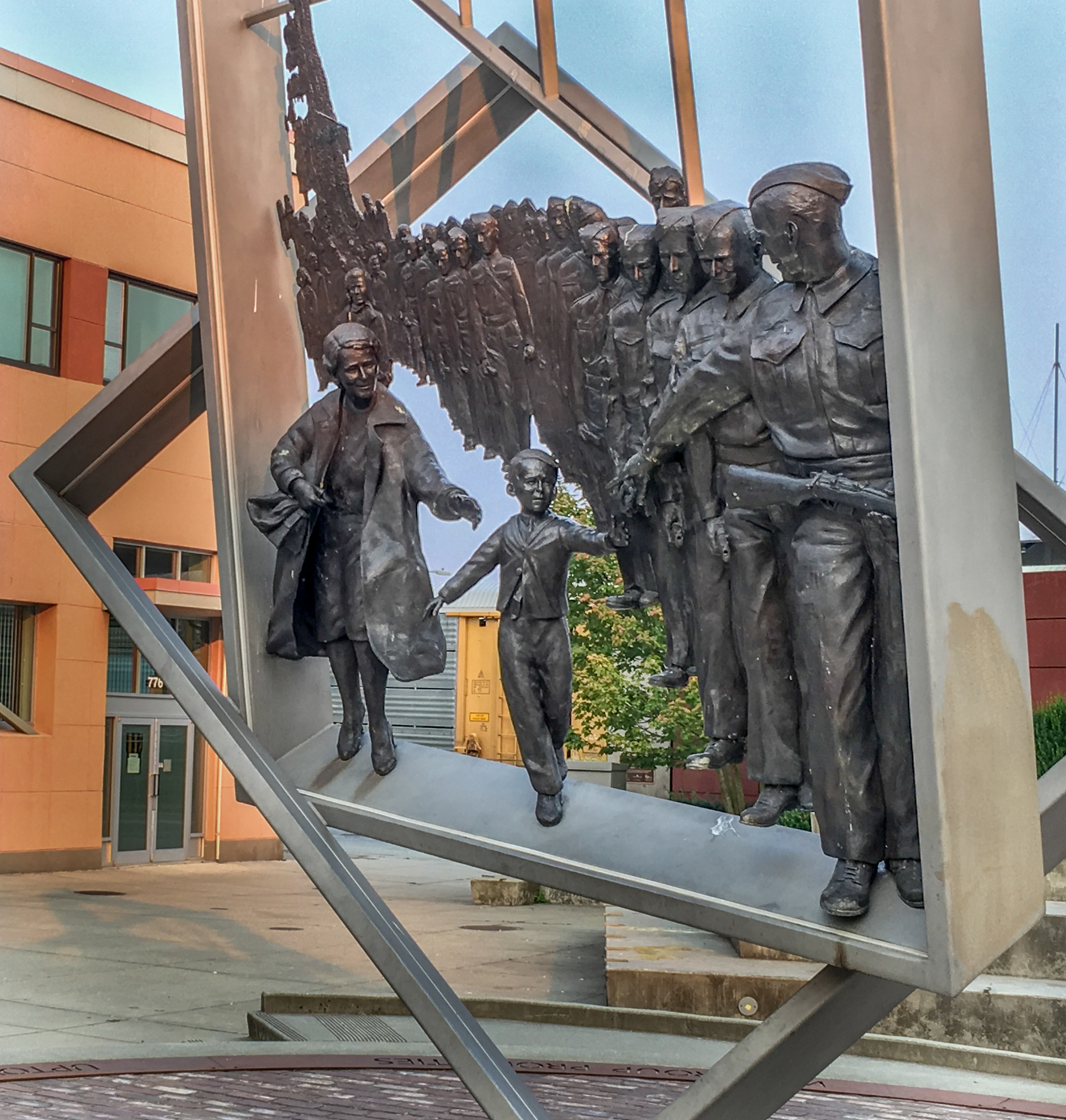
Socha Počkej na mě, tati, New Westminster, B.C.

Počkej na mě, tati (anglicky Wait for Me, Daddy!) je fotografie pluku Britské Kolumbie pochodujícího na křižovatce ulic Eighth a Columbia Avenue (New Westminster, Kanada), kterou pořídil fotograf Claude P. Dettloff dne 1. října 1940. Zatímco Claude fotografoval, pětiletý Warren „Whitey“ Bernard utekl od své matky k otci, Jacku Bernardovi, s voláním „Počkej na mě, tati!“ Fotografie se stala všeobecně známou, byla zveřejněna v magazínu Life, během války visela v každé škole v Britské Kolumbii a byla použita při vydávání válečných dluhopisů.

## Kontext
V sobotu 26. srpna 1939 Hitler vyhrožoval Polsku a požadoval Gdaňsk. V 4:15 přijal pobočník pluku v Britské Kolumbii hovor z hlavního města Kanady, aby svolal pluk Britské Kolumbie. Po celém městě byli rozmístěni vojáci, aby hlídali zranitelná místa. Dne 10. září 1939 vyhlásil kanadský parlament válku Německé říši, která v prvních dnech měsíce vtrhla do Polska. Ačkoli byly do Británie vyslány další jednotky, pluk Britské Kolumbie zůstal na západním pobřeží. Po několika měsících výcviku a strážní služby, dne 1. října 1940, dostal pluk rozkaz pochodovat přes New Westminster k vlaku, který je odvezl na tajné místo určení.

## Následky
Ukázalo se, že tajným cílem bylo město Nanaimo, vzdálené jen tři hodiny. Později, po několika letech výcviku, byl pluk vyslán do Francie a Nizozemska a na konci války se vrátil domů. Když se Jack Bernard vracel domů, Dettloff fotografoval rodinné setkání.
Jack a Bernice Bernhardtovi se nakonec rozvedli.